# Landskronagade
 Der er for få eller ingen kildehenvisninger i denne artikel, hvilket er et problem. Du kan hjælpe ved at angive troværdige kilder til de påstande, som fremføres i artiklen.

Landskronagade er en ca. 800 meter lang gade på Ydre Østerbro. Den begynder ved Bryggervangen og løber parallelt med Kildevældsgade mod øst til Østerbrogade.
Gaden er opkaldt efter købstaden Landskrona i Skåne og navngivet omkring 1877. Navnet jævnfører med Helsingsborggade til en gruppe af gader, der skulle have haft navne efter skånske købstæder, men planen blev dog opgivet efter disse to navne og Kong Oscars Gade. Et andet halvhjertet gadenavnskoncept knytter sig til den anden ende af gaden. Stykket mellem Vennemindevej og Bryggervangen hed nemlig fra ca. 1904 til 1925 Adelersborggade, da der var en plan om at opkalde alle gaderne efter danske herregårde. Denne plan nåede at strække sig til tre gader i kvarteret, men de er alle omdøbt i dag.
Vinfirmaet J.C. Teilmann & Co.s Eftf. lå på adressen 1-3-5 til engang i 1970'erne med administrationsbygning, lager- og tapperi. Firmaet blev grundlagt i 1873 og flyttede til Landskronagade i 1890 med indvielse i 1892. Foran administrationsbygningen ud mod Østerbrogade var der en have på hjørnet af Østerbrogade og Landskronagade omkranset af en mur.
Op gennem 1950'erne var der små forretninger i gaden, såsom Argentina Frugtforretning (i nr. 9, st.), en kjolesalon (nr. 23), en autosadelmager og Østerbro Karosserifabrik (begge nr. 25), cigarhandlere (nr. 31 og nr. 56), "Landskronakiosken" (nr. 39), mejerier (bl.a. i nr. 45 og nr. 80), en kaffebar (nr. 4) og Københavns Røghætte- og Jernvarefabrik (i nr. 52). 
Vejene på nordsiden af Landskronagade fører ind til byggeforeningshusene, som har små haver og terasser ud mod gaden. På den sydlige side ligger der kontorer og små forretninger. Det er i dag en ret stille gade, med forskelligartet bebyggelse, både kontorer, beboelse og butikker, fra forskellige perioder. De ældste ligger ud mod Østerbrogade, hvor Landskronasgade fornemme tilsnit er tydeligst.

## Nævneværdige bygninger i gaden
- De første huse på Landskronagade 2-4 og 6 er et prægtigt palæ, Øresundsborg, med spir og røde mursten.
- Nr. 1-3-5: Her lå vinfirmaet J. C. Teilmann & Co.s Eftf. med administrationsbygning, lager- og tappehal.
- Nr. 5: Her lå tidligere restaurant Lystgaarden.
- Nr. 9B: På facaden er der rester af et gammelt facademaleri, bl.a. ”Drik Coca Cola iskold”.
- På fronten af huset på hjørnet af Landskronagade og H. C. Lumbyesgade er bevaret et gammelt facademalet skilt, ”Fiskebørsen”.
- Nr. 25: Her boede tidligere kunstmaleren Albert Køie-Nielsen.
- Nr. 33: Blåt facademaleri af Pia Schutzmann. Her ligger i dag Arbejdstilsynet.
- Nr. 34: Her boede møbeldesigner Børge Mogensen og hustru Alice Mogensen. Sidenhen har Børge Mogensens tegnestue haft lokaler på adressen.
- Nr. 33 og 35: A/S Landskronagaarden.
- Nr. 47 og 49: Her lå tidligere Landsforeningen til Kræftens Bekæmpelse
- Nr. 70: Her lå ”Aktieselskabet Magasin du Nords Möbelfabrik og Kunst-Snedkeri”, som producerede varer til Magasin du Nord i Indre By fra ca. 1887-90 til nedlæggelsen i 1955. På resten af grunden ligger bl.a. siden 1980'erne boligbebyggelsen Wessels Have, opkaldt efter Theodor Wessel, der var den ene af Magasin du Nords stiftere.
- Nr. 76, 78, 80: Stiftelsen til Kong Frederik d. 8's minde for frimurere og deres familie.